# Cyril Linette
Cyril Linette, né le 18 septembre 1970 à Vouziers, est un journaliste sportif et dirigeant d'entreprises français. Il a été directeur général de PMU entre 2018 et 2021 après avoir été directeur général du groupe L'Équipe d'avril 2015 à mars 2018 et directeur des sports du groupe Canal+ pendant sept ans.

## Biographie

### Études
Cyril Linette fait ses études au collège Jean Macé puis au lycée Sévigné de Charleville-Mézières[réf. nécessaire].
Il est diplômé de l’Institut d’études politiques de Paris ainsi que de l’École supérieure de journalisme de Lille.

### Carrière
Après un passage chez RFO et deux ans sur la chaîne Eurosport, il entre en 1996 chez Canal+, en tant que journaliste sportif. Il commente des matchs européens dont la Premier League, ainsi que des matchs de Ligue 1 dont celui diffusé le samedi après-midi, et présente plusieurs émissions. Parallèlement, il commente les jeux Pro Evolution Soccer[réf. nécessaire]. En 2006, Cyril Linette est nommé rédacteur en chef adjoint du football. Il occupe ce poste pendant un an, et crée l’émission Les Spécialistes sur Canal+ Sport, qu’il présente par ailleurs. En 2007, il devient directeur de la rédaction football des chaînes du groupe Canal+, développant notamment la chaîne Canal+ Sport autour de nouveaux rendez-vous tels que Le 11 d’Europe. À l’issue d'un appel d’offres de la Ligue de football professionnel pour le renouvellement du contrat de Ligue 1, en février 2008, il met en place la nouvelle offre football de Canal+, autour d’une émission le dimanche soir : le Canal Football Club est lancé l’été suivant. Cyril Linette est nommé directeur des sports du groupe Canal+ le 18 juin 2008, en remplacement d'Alexandre Bompard. Ce pôle rassemble les rédactions sportives du groupe Canal+ ainsi que les chaînes thématiques Sport+ et Infosport+.
Il quitte le groupe Canal + en février 2015, après avoir été nommé directeur général du groupe L'Équipe (journal quotidien, chaîne de télévision, site internet). Il prend ses fonctions le 30 mars 2015. Le 18 septembre 2015, le quotidien change de format et passe à une version plus petite, dite « tabloïd ».
En mars 2018, Cyril Linette quitte le groupe L'Équipe et devient quelques semaines plus tard directeur général de PMU,. Il enclenche une nouvelle stratégie d’entreprise – réduction de l’offre de courses, recentrage les paris hippiques, capitalisation sur le réseau des 13 200 points de vente – ainsi qu’un plan de réduction des coûts. En janvier 2019, le PMU renoue avec la croissance après six années de baisse de son chiffre d’affaires. Fin septembre 2020, Cyril Linette annonce des résultats exceptionnels, obtenus par le PMU depuis la reprise des courses le 11 mai 2020. Il explique notamment ces résultats par le plan de reprise mis en place lors du déconfinement et par la stratégie initiée depuis le début de son mandat,. En octobre 2021, il est révoqué sur fond de désaccord avec le conseil d'administration.
Le 19 août 2024, il annonce se porter candidat à la présidence de la Ligue de Football Professionnelle.
Il est pressenti pour diriger le comité d'organisation des Jeux olympiques et paralympiques d'hiver de 2030 .